# Зимний взят!
«Зимний взят!» (встречается также название картины без восклицательного знака — «Зимний взят») — картина советского художника Владимира Серова, посвящённая событиям штурма резиденции Временного правительства во время Октябрьского вооружённого восстания в Петрограде. Она находится в коллекции Государственной Третьяковской галереи и в советское время выставлялась в её постоянной экспозиции. Полотно считается одним из лучших произведений художника. Картина лаконична, лишена атрибутов внешнего действия, но, по убеждению советских искусствоведов, удачно и правдиво раскрывала через бытовой эпизод эпоху революционных потрясений. Действие происходит на Иорданской лестнице Зимнего дворца. У её подножия художник изобразил двух активных участников закончившегося сражения за резиденцию Временного правительства — солдата и ополченца Красной гвардии, которые, по мнению советских искусствоведов, олицетворяли союз рабочего класса и трудящегося крестьянства. Среди достоинств полотна: мастерство раскрытия характеров, тщательность исполнения деталей, «выразительная» простота.
Советское искусствоведение воспринимало полотно Владимира Серова как одно из наиболее значительных произведений искусства, созданных в послевоенный период. Анализ замысла картины, её композиционного и колористического решения проводили в своих работах такие видные деятели советской художественной культуры, как доктор культурологии Иван Астахов, доктор искусствоведения Софья Коровкевич, доктор искусствоведения и действительный член Академии художеств СССР Андрей Лебедев. Картина использовалась и используется как иллюстративный материал в преподавании истории в средних и высших учебных заведениях СССР и современной Российской Федерации, а в советский период — ещё и в воспитательной работе с подростками.
Картина получила отражение в творчестве отдельных деятелей российской нонконформистской культуры, служила им для создания арт-объектов, иронически трактующих историю СССР и его так называемого «официального искусства».

## Сюжет полотна
Действие картины «Зимний взят!» происходит 26 октября 1917 года в интерьерах Зимнего дворца, где располагалась резиденция Временного правительства, непосредственно после его захвата в ходе Октябрьского вооружённого восстания в Петрограде. Местом действия представлена одна из лестниц дворца — Иорданская. Лестница богато декорирована скульптурой и позолотой, бронзовыми канделябрами. На ней ещё можно различить следы происходившего здесь сражения. На ступенях лестницы — щебень (искусствовед Софья Коровкевич трактовала его как битый кирпич и называла результатом артиллерийского обстрела Зимнего дворца), лежат в беспорядке стреляные гильзы, пустая пулемётная лента, доктор искусствоведения Андрей Лебедев разглядел офицерскую фуражку.
У подножия лестницы художник изобразил двух активных участников уже закончившегося сражения — вооружённых солдата и ополченца Красной гвардии, которые, по мнению советских искусствоведов, олицетворяли союз рабочего класса и трудящегося крестьянства. На принадлежность рабочего Петрограда к Красной гвардии указывает изображённая художником красная повязка на рукаве. По мнению Лебедева, это — не случайная встреча, а патруль, выставленный здесь для «охраны бывшей цитадели царизма и Временного правительства». Солдат прикуривает у красногвардейца «цигарку». Доктор искусствоведения Софья Коровкевич считала, что это придаёт сцене подчёркнуто мирный характер. Доктор искусствоведения Светлана Червонная, напротив, подчёркивала героизм и уверенность в своих силах персонажей картины и называла их героями нового мира.
На верхней площадке лестницы — в глубине пространства картины, сидит матрос с винтовкой в руках, поглощённый чтением газеты. Софья Коровкевич утверждала, что это уже «новая советская газета».

## Работа над полотном и его судьба
Доктор искусствоведения Андрей Лебедев отмечал, что для Владимира Серова в целом было характерно возвращение к одной и той же теме, стремление решить её более глубоко и по-новому.
Тема взятия Зимнего дворца заинтересовала художника задолго до создания картины «Зимний взят!». Он уже написал к этому времени масштабное полотно «Штурм Зимнего» с большим количеством действующих лиц. В первой половине 1950-х годов художник решил изменить толкование темы Октябрьского вооружённого восстания. С его точки зрения, прежняя трактовка не позволяла дать глубокую характеристику психологии участников события. По мнению Андрея Лебедева, художник «стремился раскрыть более глубоко образы героев исторического штурма, через будничное показать величие революции». Сам Серов рассказывал о своём замысле:

Я решил раскрыть тему «бытовым» образом. Отгремели бои. Зимний взят. Всюду следы разрушений. Где-то высоко на лестнице, рядом со скульптурой, сидит матрос, читающий газету. В центре — патруль, поставленный победителями, новыми хозяевами этого дворца,— мужик-солдат и простой рабочий. Маленькая передышка, перекур. Хотелось показать этих простых людей вместе. После перекура… снова начнутся жестокие, кровавые бои.— Андрей Лебедев. Владимир Серов
Когда художник решил написать новую картину об Октябрьском вооружённом восстании, то направился в ленинградский музей Эрмитаж в выходной день. Обычно заполненные посетителями залы были пусты. Владимир Серов обошёл уже многие помещения, когда оказался на Иорданской лестнице. Его одолели размышления о том, как много видела эта лестница за время своего существования. Пустынная парадная лестница оглашалась лишь гулкими шагами невидимых художнику работников музея. Серов стал мысленно воссоздавать облик дворца в дни Октябрьских событий. В его сознании и раньше появлялось «много смутных, неясных, не сформировавшихся ещё образов». В это же время у него окончательно оформился сюжет будущей картины и возникло его творческое решение. Прямо здесь художник сделал карандашные наброски, которые зафиксировали возникший замысел.
Возвратившись домой, Серов сделал эскиз картины, на котором было запечатлено общее композиционное решение, в первую очередь две фигуры переднего плана, которые без серьёзных изменений впоследствии вошли в окончательный вариант картины. Сделанные в Эрмитаже карандашные наброски Владимир Серов не считал окончательно найденным решением. Его волновали после этого фрагменты будущего полотна, которые, по его мнению, могли и должны были изменить и первоначальное композиционное решение. Он делал наброски важных, с его точки зрения, определяющих элементов картины — глаз, рук, головы… Андрей Лебедев писал, что творческая работа по созданию композиции картины шла одновременно в двух направлениям: от общего к частному и от частного к общему. Андрей Лебедев писал, что, продолжая работу над полотном, Серов заполнял пространство всё большим и большим числом фигур. В самых различных фрагментах полотна он пробовал изображать матроса, который перевязывает раненую руку. Он попытался изобразить группу арестованных и идущих под конвоем юнкеров, которые спускаются с лестницы. Владимир Серов был разочарован результатами подобных экспериментов. Чем больше становилось персонажей, тем больше дробилась первоначально единая композиция. Самое важное, среди большого числа самостоятельных фрагментов терялась главная идея произведения. Исчезала также первоначальная атмосфера произведения — «впечатление тишины, гулкости помещения, которые так хорошо подчеркивали состояние передышки между боями».
Владимир Серов принял решение вернуться к первоначальному и наиболее простому композиционному решению — для этого ему пришлось отказаться от уже разработанного изображения юнкеров и от раненого матроса. Тем не менее, у художника оставалась неудовлетворённость композицией. Он снова попытался дополнить полотно несколькими фигурами и снова был разочарован результатом своих поисков. На окончательной версии картины от них остался только матрос в глубине картины. В целом окончательный вариант оказался близким первоначальному эскизу.

## В коллекции Третьяковской галереи
Картина «Зимний взят!» была приобретена Государственной Третьяковской галереей и в настоящее время находится в её коллекции. Техника исполнения — масляная живопись по холсту. Размер полотна небольшой, несмотря на кажущуюся масштабность композиции, — всего 85 х 70 см. Картина подписана и датирована художником справа внизу лицевой стороны: «В. Серов 54». Андрей Лебедев упоминает также о существовании в 1965 году этюда «Иорданская лестница Зимнего дворца» (холст, масло, 81 х 75,5 см). Известно, что этот этюд демонстрировался на персональной выставке Владимира Серова в Москве в 1964 году. Ещё четыре наброска к картине «Зимний взят!» относятся как к окончательному, так и к нереализованным вариантам полотна:
- Рисунок главных фигур (1953, 29 х 22 см)
- Набросок композиции картины (1953, 29 х 22 см)
- Рисунок матроса (1953, 29 х 22 см)
- Набросок фигур арестованных юнкеров (1953, 29 х 22 см)

Также в искусствоведческой литературе упоминаются следующие наброски к полотну:
- Набросок композиции картины (1954, 26 х 17,5 см)[13]
- Рисунок с натуры двух фигур (1954, 32 х 22 см)[14]
- Набросок фигуры (1954, 33 х 22,5 см)[14]
- Набросок фигуры матроса (1954, 31 х 22,5 см)[14]
- Набросок фигуры (1954, 32,5 х 22 см)[14]

Ряд рабочих набросков к полотну демонстрировался на персональной выставке художника в 1964 году в Москве (каталог не указывает конкретные названия и размеры рисунков, представленных в экспозиции выставки). В своей книге 1984 года о творчестве Серова Андрей Лебедев писал о сотнях рисунков и набросках в альбомах художника и множестве сделанных им этюдов на пути воплощения своего окончательного замысла. Некоторые из них находятся в Мемориально-художественном музее Владимира Серова, который является филиалом Тверской областной картинной галереи. Советский искусствовед неоднократно писал о трёх методах работы Серова над материалом к полотну: он «вписывал в картину людей и предметы прямо с натуры», работал по памяти или предварительным наброскам и создавал фрагменты полотна на основе своего воображения.
В советское время полотно демонстрировалось в постоянной экспозиции музея в зале № 44. Оно неоднократно была представлено на крупных национальных и международных выставках. Среди них: Всесоюзная художественная выставка 1954 года, Третья выставка произведений действительных членов и членов-корреспондентов Академии художеств СССР, а также XXIX Биеннале в Венеции в 1958 году, на персональной выставке Владимира Серова в Москве в 1964 году, на Выставке произведений членов Академии художеств СССР к 25-летию преобразования Всероссийской Академии художеств в Академию художеств СССР в 1973 году и на персональной выставке произведений уже покойного к тому времени художника в Москве в 1981 году.
Картина принесла Владимиру Серову большой общественный успех (например, она была воспроизведена на обложке популярного журнала «Огонёк» в январе 1955 года), признание коллег (искусствоведы и художницы Татьяна Бойцова и Маргарита Железнова назвали полотно «выдающимся произведением на историко-революционную тему»), советской художественной критики (доктор искусствоведения Светлана Червонная писала о полотне: «Предельно ёмкой, вмещающей в себя большое содержание, большое чувство является маленькая, тонко и тщательно написанная картина „Зимний взят“») и высокие государственные награды. В 1954 году он был избран действительным членом Академии художеств СССР. 28 июня 1956 года Указом Президиума Верховного Совета РСФСР Владимиру Серову было присвоено звание Народного художника РСФСР. В то же время, писатель Иван Шевцов в письме Сергею Сергееву-Ценскому писал о недооценённости полотна в условиях резко изменившейся политической ситуации в стране: «Ленинских премий могли бы дать больше… Могли бы дать художнику Вл. Серову за картину „Зимний взят“. Хорошая картина. Но автор „антикосмополит“, Эренбурги его ненавидят».

## Художественная критика о картине

### Восприятие полотна в периодхрущёвской оттепели
Писатель Борис Лавренёв увидел картину Владимира Серова на Всесоюзной художественной выставке. В своей статье, опубликованной в журнале «Октябрь» в 1955 году, он обратил внимание, что из множества представленных на выставку картин только две были посвящены Октябрьскому вооружённому восстанию: «Зимний взят!» Владимира Серова и «В Зимнем дворце» Анатолия Казанцева. Любопытным ему показалось, что обе они зафиксировали один и тот же сюжет — участники восстания были изображены после штурма Зимнего дворца, и одно и то же место — действие происходит на Иорданской лестнице. Лавренёв отметил полуторасаженный размер полотна Казанцева, «показное» техническое мастерство его автора, но указал на мелкое и поверхностное решение темы художником. К тому же, Лавренёв обратил внимание на деталь, которая, по его мнению, извращала сам смысл запечатлённого на картине Казанцева события — на лестнице с правой стороны полотна изображена фигура революционного балтийского матроса с перевязанной головой. Он изображён со спины в развязной позе (бушлат приспущен с левого плеча и тельняшка разорвана на обращённом в сторону зрителя локте). По мнению писателя, это — «иванмор» из «эсеро-анархистских банд 1920 года». Лавренёв считал, что они не имели ничего общего с дисциплинированными и сознательными бойцами ударных частей Балтийского флота, штурмовавших Зимний дворец.
Лавренёв писал, что небольшой размер картины Владимира Серова доказывает, что вовсе не обязательно создавать гигантские полотна, чтобы отразить значение выдающегося исторического события. Писатель отмечал, что Серову удалось «ярче и сильнее передать атмосферу октябрьского подвига рабочих и крестьян». Полотно Серова, в противовес работе Казанцева, демонстрирует, по мнению Лавренёва, «экономность» живописных средств, «строгость» в трактовке события и «точность» в изображении исторических деталей. Художник нашёл «простой, но очень выразительный, обобщающий типаж для двух персонажей картины — фронтового солдата и вооруженного рабочего», сумел создать необходимый фон для них — «огромный объём вестибюля, мрамор и золото, написанные в холодноватых тонах, валяющиеся на ступенях стреляные гильзы». Этот фон создаёт атмосферу катастрофы старого мира. Писатель делал вывод, что картину Владимира Серова «безусловно нужно поставить на первое место» по отношению к работе Казанцева. Анализ Лавренёвым картин Серова и Казанцева в сокращённой форме воспроизвёл, не упоминая имя автора, доктор искусствоведения и действительный член Академии художеств СССР Вадим Ванслов в своей монографии «Содержание и форма в искусстве».
Культуролог, доктор наук Иван Астахов отмечал в картине Владимира Серова «Зимний взят!» торжество победы и «спокойную уверенность чуть-чуть усталых, но готовых на новый бой» героев штурма Зимнего дворца. По его мнению, картина превосходно передаёт «типические черты героев нового времени». В их образах Астахов подчёркивал «отсутствие позы, патетики, приподнятости», «простоту, человечность, естественность чувства, проникающего облик героев, совершивших подвиг». Свой анализ полотна Владимира Серова в книге «Искусство и проблема прекрасного» он заканчивал требованием к деятелям советского искусства 1960-х годов воспитывать именно такие черты и качества личности в участниках развёрнутого строительства коммунистического общества.
Советский искусствовед Марина Орлова писала, что полотно отличается цельностью, «общая сдержанная тональность» и каждая деталь служат раскрытию заложенного в её сюжете замысла художника. Она воспринимала двух героев картины на первом плане как часовых новой власти. Она отмечала спокойную уверенность всех трёх персонажей полотна. Они воспринимаются зрителями не как разрушители, а как новые коллективные хозяева. Каждый из изображенных персонажей — представитель определенного «трудового слоя», «один из многих». По мнению Орловой Серов показывал «рождение новой хозяйственности всенародного масштаба». Ключевой фигурой полотна она считала «по-крестьянски степенный» образ солдата. Он преодолел «собственнические инстинкты», свойственные русскому крестьянству, поэтому сохраняет в неприкосновенности сокровища царского дворца.

### В советском искусствоведении и культурологииэпохи застоя
Советский искусствовед Лилия Большакова отмечала решение темы «огромной исторической значимости» «просто, скромно и жизненно правдиво». Андрей Лебедев подчёркивал, что фигуры героев находятся на переднем плане. он отмечал «подтянутость, волевую собранность», статность фигуры рабочего, которые демонстрируют его силу и мужество. Его лицо выражает «ум, уверенность, достоинство, волю». Его противоположность — пожилой солдат в походном обмундировании: вещевой мешок за плечами, винтовка, алюминиевая фляжка на боку. Это солдат, прошедший Первую мировую войну. Лицо покрыто морщинами, у него густая борода, глаза — «прищуренные с хитрецой», грубые «натруженные» руки землепашца. Художник представил зрителю крестьянина, одетого в солдатскую шинель, по мнению Лебедева — простого, смекалистого, знающего жизнь. Андрей Лебедев считал удачной находкой художника объединяющий двух главных персонажей картины жест — красногвардеец даёт солдату прикурить. Он показывает, по его словам, «обстановку боевой дружбы и взаимного сердечного расположения этих людей и как бы перерастает в выражение прочного союза, братства двух основных трудящихся классов революционной России».
Лебедев отмечал противопоставление художником спокойствия новых хозяев дворца бурным событиям, происходившим здесь совсем недавно. Спокойствие персонажей и будничность их поведения, по мнению советского искусствоведа, должны были выражать уверенность «в незыблемости новой власти и новых революционных порядков». Другое противопоставление, подмеченное Лебедевым — контраст роскоши дворцовых интерьеров с обыденностью костюмов революционного патруля. Оно нацелено на демонстрацию «простоты и нравственной чистоты людей революции, их связь с миллионами дотоле обездоленных тружеников». Картина выдержана в единой спокойной цветовой гамме.
В своих наиболее ранней и самой поздней работах о творчестве Владимира Серова Андрей Лебедев утверждал, что два персонажа на первом плане представляют «два революционных класса» России и «главную движущую силу» революционного движения. Прикуривание же цигарки убедительно показывает «братство основных двух трудящихся классов». В каталоге 1981 года значение этого жеста в оценке Андрея Лебедева приобрело сразу несколько аспектов. Кроме братства двух классов отмечены «уверенность в победе» и «вера в радостное и справедливое будущее». Напротив, другой советский искусствовед Иосиф Бродский делал акцент на том, что художник изобразил «короткий отдых перед новыми боями».
Доктор искусствоведения Софья Коровкевич обращала внимание, что сама трактовка Владимиром Серовым событий Октябрьского вооружённого восстания (то есть, сюжет картины) не была новой или уникальной. Впервые тему отдыха революционных солдат и матросов после штурма Зимнего дворца поднял ещё в 1927 году русский и советский художник Александр Осмёркин в картине «Взятие Зимнего дворца» (другое название — «Красная гвардия в Зимнем дворце»). Он также изобразил верхнюю часть Иорданской лестницы, на которой расположились революционный матрос, вооружённый рабочий, присевший на ступени солдат и многочисленные другие участники уже победившего восстания.
Коровкевич отмечала новизну композиции картины Серова «Зимний взят!»: малое количество изображённых персонажей создаёт атмосферу тишины, пришедшей на смену грохоту сражения. Спокойствие героев, неторопливость и скромный бытовой характер объединяющего их действия неожиданны в изображении крупного исторического события. Искусствовед обращала внимание на удачный выбор художником характеров и типов своих персонажей: рабочий — волевой и собранный человек, «настоящий организатор масс». Солдат — крепкий, выносливый человек, привычный не только к тяготам военной службы, но и к тяжёлому крестьянскому труду. Коровкевич угадывала в нём представителя беднейшего крестьянства, трактовавшегося в советской историографии как главный союзник пролетариата в деле борьбы за победу социалистической революции. Она отмечала важность исторических деталей, скрупулёзно воспроизведённых художником: пулемётная лента, фляга, кожанка, сапоги из грубой кожи. Софья Коровкевич считала, что тема, поднятая в картине «Зимний взят!», была впоследствии продолжена, хотя и в совершенно другой (масштабные многофигурные полотна) трактовке в особом цикле картин Владимира Серова, включавшем четыре полотна: «Ждут сигнала» (1957, холст, масло, 185 х 151 см, Третьяковская галерея, группа красногвардейцев изображена у парапета Невы перед Зимним дворцом накануне штурма резиденции Временного правительства), «Декрет о мире» (1957, холст, масло, 108 х 98 см, Третьяковская галерея), «Декрет о земле» (1957, холст, масло, 108 х 98 см, Третьяковская галерея) и «В. И. Ленин в Смольном» (1957, холст, масло, 184,5 х 151 см, Тюменский областной музей изобразительных искусств).
Кандидат искусствоведения Владислав Зименко в книге «Советская историческая живопись», анализируя картину Владимира Серова, задавался вопросом, не стирается ли здесь граница между исторической живописью и бытовым жанром. На этот вопрос он давал отрицательный ответ. По его мнению, картина совмещает жанры. Она одновременно «хорошо передаёт время» и «воссоздаёт характерные типические образы современников революции». Историческая живопись обращена к «исключительному, уникальному», но её рамки достаточно широки, чтобы передать конкретный факт и «типическое, свойственное времени». В полотне «Зимний взят!» Зименко отмечал особую «эмоциональность интонации». Бытовой эпизод отдыха двух героев штурма Зимнего дворца, по его мнению, выражает непоколебимую уверенность простых людей России в историческом фактом победы трудящихся в противостоянии с врагами «Советской власти».

## Картина в преподавании и воспитательной работе
Картина широко использовалась в преподавании в общеобразовательной средней школе СССР. Так, например, её включал диафильм «Так в Октябре мечта сбылась рабочих и крестьян», выпущенный в 1981 году студией «Диафильм» Госкино СССР. Он предназначался для демонстрации на уроках чтения и развития речи во 2-м классе общеобразовательных учебных заведений. В 1981 году Народный художник РСФСР Анатолий Парамонов и доктор искусствоведения Светлана Червонная издали пособие «Советская живопись: Книга для учителя». В этой книге картина «Зимний взят!» была охарактеризована как запечатлевшая «частицу жизни незабываемого 1917» года, в книге утверждалось, что в незначительном эпизоде, изображённом на полотне, «сконцентрирована огромная сила исторического обобщения». Крупным проектом дополнительного образования стало 3-е издание двенадцатитомной «Детской энциклопедии», выпущенное в 1977 году. В заключительном томе, посвящённом мировому искусству, полотно Владимира Серова было охарактеризовано как картина, которая «глубоко раскрывает эпоху, даёт проникновенную характеристику рядовых участников революции».
Широко использовалась картина во внеклассной воспитательной работе. В статье журнала «Воспитание школьников» за 1968 год И. Пель описывал музыкально-театрализованную постановку, созданную силами учителей и учащихся, в которой соединяются отрывок из поэмы Владимира Маяковского «Владимир Ильич Ленин», читаемый школьником на сцене, звуки стрельбы из пулемёта, ружейных залпов, освещающие помещение лучи прожектора и демонстрируемый одновременно на двух экранах фрагмент картины Владимира Серова «Зимний взят!». Для усиления эффекта участия, по замыслу создателей спектакля, школьники в сценических костюмах, основанных на одежде красногвардейца и солдата с картины Серова, бегут через зал на сцену со знаменем и винтовками в руках. Один (Пель подчёркивал, что он даже внешне похож на персонажа, изображённого художником) из них застывает на сцене на белом фоне экрана.
В современных российских учебниках для средних и высших учебных заведений картина также часто иллюстрирует события Октябрьского вооружённого восстания. Примером может быть учебник «История», изданный в 2013 году под редакцией заведующего кафедрой истории и философии Московского государственного строительного университета Татьяны Молоковой, рекомендованный Учебно-методическим объединением вузов Российской Федерации по образованию в области строительства для студентов, обучающихся по программе бакалавриата по направлению «Строительство». Картина Владимира Серова присутствует на обложке этого пособия.

## Картина в искусствоведении конца XX — начала XXI века
Кандидат исторических наук Лариса Кашук, анализируя творчество советского и современного российского художника-нонконформиста Анатолия Брусиловского, писала, что в 1970-е годы он использовал вырезанный фрагмент репродукции картины «Зимний взят!» в нескольких своих коллажах из целого цикла, в котором, по словам искусствоведа, использовались «стереотипные сюжеты» мирового искусства (при этом чаще всего использовались именно картины Владимира Серова, но наряду с ними Брусиловский использовал также полотна русских дореволюционных художников Василия Сурикова, Карла Брюллова, Виктора Васнецова, Павла Федотова). В центре подобной работы располагался обычно крупный эпизод картины «Зимний взят!». Вокруг него, в соответствии с принципами русских средневековых иконописных клейм, располагались эпизоды из этого же полотна Серова вперемежку с фигурами из дореволюционных модных журналов. Соединение элементов разных стилей и различных сюжетов создавало новое ироничное пространство такого произведения искусства. Лариса Кашук характеризовала эти работы Брусиловского как примеры китча и постмодернистского цитирования, но признавала, что набор сюжетов Брусиловского, даже при различиях в их интерпретации, был всё-таки «достаточно однообразен».
Кандидат искусствоведения Герб Фрайкопф в монографии «„Одиннадцать“ или Созвездие Тау Кита» охарактеризовал Владимира Серова как мэтра соцреализма. Анализируя его картину «Зимний взят!», он отмечал полное отсутствие эмоций у её героев. С иронией он писал, что их объединяют только «козья ножка и великая идея».
В работах зарубежных искусствоведов полотно Владимира Серова служит для иллюстрации особенностей соцреализма в советском искусстве. Так, например, использовал картину «Зимний взят!» (англ. «The Winter Palace Captured») в своём очерке советского изобразительного искусства 1930—1950 годов, вышедшем в 1995 году в издательстве Craftsman House, искусствовед Глеб Прохоров. Брендон Тейлор привёл репродукцию этой картины и упомянул её в тексте в работе «Модернизм, постмодернизм, реализм: критическая перспектива развития искусства». Тоби Кларк в книге «Перспективы искусства и пропаганды в XX веке», вышедшей в 1997 году, привёл иллюстрацию работы Серова (он перевёл её название как англ. «The Winter Palace is Taken») и кратко пересказал сюжет полотна.